# Viettesia lucida
Viettesia lucida là một loài bướm đêm thuộc phân họ Arctiinae, họ Erebidae.